# حمد الله حمدي
حمد الله حمدي (ولد في غوينوك 853 هـ/1449 م، وتُوفي في غوينوك 909 هـ/1503 م)، هو شاعر تركي، وُلد في غوينوك بالقرب من بولو. كان أصغر أبناء الشيخ آق شمس الدين الشهير الاثني عشر، الذي خلف حجي بيرم في رئاسة البيرمية. فقد حمدي والده عندما كان في العاشرة من عمره. كانت طفولته تعيسة، وربما ألهمته هذه الطفولية لكتابة كتابه الشهير مثنوي يوسف وزليخة.

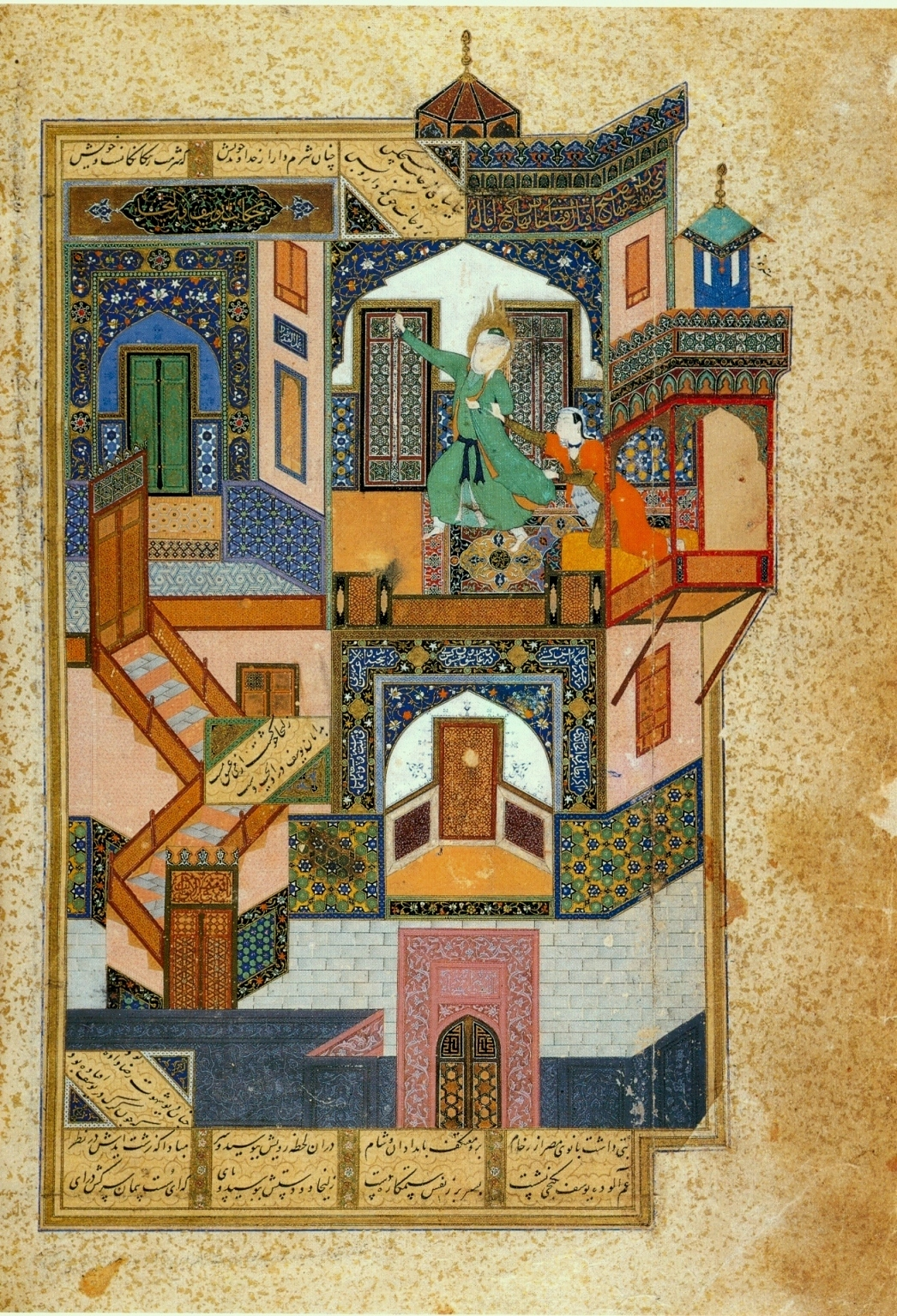
يوسف وزليخا (يوسف تلاحقه زوجة بوتيفار)، منمنمة بهزاد، 1488. وهذا يوضح حياة حمدي.

في الجزء التمهيدي من كتابه يوسف وزليخة (كما وجد في إسطنبول، مخطوطة أكاديمية في إسطنبول برقم TY 675، الصفحات 11ب-12أ) يروي أن إخوته الكسالى والجهلاء والمشاجرين عاملوه معاملة سيئة وكانوا يغارون منه بسبب المودة العظيمة التي أظهرها له والدهم آق شمس الدين: "لقد وصل يوسف إلى أقصى درجات محنته، ولانهاية معاناته". على الرغم من أنه ليس لديه ما يمدح به إخوته، إلا أن بعضهم مذكورون في المصادر باعتبارهم شيوخًا بارزين.